# Xã New Hanover, Quận Montgomery, Pennsylvania
Xã New Hanover (tiếng Anh: New Hanover Township) là một xã thuộc quận Montgomery, tiểu bang Pennsylvania, Hoa Kỳ. Năm 2010, dân số của xã này là 10.939 người.